# Murawliwka
Murawliwka (ukr. Муравлівка) – wieś na Ukrainie, w obwodzie odeskim, w rejonie izmailskim, w hromadzie Safjany. W 2001 liczyła 1213 mieszkańców, głównie rosyjskojęzycznych.